# Esquí de fons als Jocs Olímpics d'hivern de 2010 - relleus 4x5 quilòmetres femenins
Als Jocs Olímpics d'Hivern de 2010 celebrats a la ciutat de Vancouver (Canadà) es disputà una prova de relleus 4x5 quilòmetres d'esquí de fons en categoria femenina, que unida a la resta de proves conformà el programa oficial dels Jocs.
Cada equip utilitzà quatre esquiadores que realitzaren dos recorreguts separats de 2,5 km. utilitzant les dues tècniques d'esquí de fons (estil clàssic i estil lliure). Les dues primeres utilitzaren l'estil clàssic i les dues restants l'estil lliure.
Aquesta prova es disputà el 25 de febrer de 2010 a les instal·lacions esportives del Whistler Olympic Park. Hi participaren un total de 64 esquiadores de 16 comitès nacionals diferents.

## Resum de medalles
| Or                                                                                 | Argent                                                                             | Bronze                                                                                |
| Noruega Vibeke Skofterud · Therese Johaug · Kristin Størmer Steira · Marit Bjørgen | Alemanya Katrin Zeller · Evi Sachenbacher-Stehle · Miriam Gössner · Claudia Nystad | Finlàndia Pirjo Muranen · Virpi Kuitunen · Riitta-Liisa Roponen · Aino-Kaisa Saarinen |

## Resultats
| Pos. | Dorsal | CON                                                                                       | Temps                                     | Dif.    |
| ---- | ------ | ----------------------------------------------------------------------------------------- | ----------------------------------------- | ------- |
| 1    | 4      | NoruegaVibeke Skofterud · Therese Johaug · Kristin Størmer Steira · Marit Bjørgen         | 55:19.5 14:49.9 14:46.5 12:53.2 12:49.9   | 0.0     |
| 2    | 2      | AlemanyaKatrin Zeller · Evi Sachenbacher-Stehle · Miriam Gössner · Claudia Nystad         | 55:44.1 14:53.7 15:00.6 12:52.0 12:57.8   | +24.6   |
| 3    | 1      | FinlàndiaPirjo Muranen · Virpi Kuitunen · Riitta-Liisa Roponen · Aino-Kaisa Saarinen      | 55:49.9 15:32.4 14:35.7 12:38.2 13:03.6   | +30.4   |
| 4    | 5      | ItàliaArianna Follis · Marianna Longa · Silvia Rupil · Sabina Valbusa                     | 56:04.9 14:58.6 14:29.4 13:01.8 13:35.1   | +45.4   |
| 5    | 3      | SuèciaAnna Olsson · Magdalena Pajala · Charlotte Kalla · Ida Ingemarsdotter               | 56:18.9 14:47.1 15:35.6 12:25.0 13:31.2   | +59.4   |
| 6    | 6      | PolòniaKornelia Marek · Justyna Kowalczyk · Paulina Maciuszek · Sylwia Jaśkowiec          | 56:29.4 15:25.3 14:00.3 13:38.4 13:25.4   | +1:09.9 |
| 7    | 9      | FrançaAurore Cuinet · Karine Laurent Philippot · Celia Bourgeois · Cecile Storti          | 56:30.6 15:13.3 14:38.8 12:59.9 13:38.6   | +1:11.1 |
| 8    | 8      | RússiaOlga Zavyalova · Irina Khazova · Ievguénia Medvédeva · Natalya Korostelyova         | 57:00.9 15:15.2 15:19.0 13:01.1 13:25.6   | +1:41.4 |
| 9    | 7      | JapóMadoka Natsumi · Masako Ishida · Nobuko Fukuda · Michiko Kashiwabara                  | 57:40.4 15:03.0 14:50.4 13:34.5 14:12.5   | +2:20.9 |
| 10   | 11     | KazakhstanElena Kolomina · Oxana Jatskaja · Tatjana Roshina · Svetlana Malahova-Shishkina | 58:23.3 15:29.1 15:25.7 13:47.7 13:40.8   | +3:03.8 |
| 11   | 10     | BelarúsNastassia Dubarezava · Alena Sannikova · Olga Vasiljonok · Ekaterina Rudakova      | 58:28.4 15:36.5 15:29.2 13:22.1 14:00.6   | +3:08.9 |
| 12   | 14     | Estats UnitsKikkan Randall · Holly Brooks · Morgan Arritola · Caitlin Compton             | 58:57.5 14:57.5 16:12.8 13:41.6 14:05.6   | +3:38.0 |
| 13   | 13     | TxèquiaEva Nývltová · Kamila Rajdlová · Ivana Janečková · Eva Skalníková                  | 59:11.2 15:15.0 15:28.9 13:34.3 14:53.0   | +3:51.7 |
| 14   | 12     | UcraïnaTatjana Zavalij · Kateryna Grygorenko · Maryna Antsybor · Valentina Shevchenko     | 59:25.7 15:38.1 16:16.7 13:34.2 13:56.7   | +4:06.2 |
| 15   | 16     | EslovèniaAnja Erzen · Katja Višnar · Vesna Fabjan · Barbara Jezeršek                      | 59:47.5 16:00.8 16:32.3 13:25.0 13:49.4   | +4:28.0 |
| 16   | 15     | CanadàDaria Gaiazova · Perianne Jones · Chandra Crawford · Madeleine Williams             | 1:00:05.0 15:35.8 16:14.7 14:17.7 13:56.8 | +4:45.5 |